# Mèo đi hia
Mèo đi hia (tiếng Anh: Puss in Boots hoặc Master Cat; tiếng Pháp: Le Maître chat ou le Chat botté) là một câu chuyện cổ tích Pháp.

## Lịch sử
Bản viết tay sớm nhất của một câu chuyện cùng mô-típ với Mèo đi hia là Costantino Fortunato (tạm dịch: Costantino may mắn), một câu chuyện có mô-típ tương tự như Mèo đi hia, được xuất bản ở Venice trong Le Piacevole notti (tạm dịch: Những đêm vui vẻ) của Giovanni Francesco Straparola. Trong đó, một tiên nữ cải trang thành mèo giúp chủ nhân của mình, một cậu bé nghèo tên là Costantino, giành được công chúa của mình bằng cách lừa một vị vua, một lãnh chúa và nhiều thường dân.
Một phiên bản khác được xuất bản vào năm 1634 bởi Giambattista Basile với tựa đề Cagliuso. Tuy nhiên, câu chuyện lại có kết thúc khác: để bày tỏ lòng biết ơn của mình, Cagliuso hứa với con mèo rằng sẽ chôn nó trong một chiếc quan tài bằng vàng. Ba ngày sau, con mèo kiểm chứng việc đó bằng cách giả vờ chết và vô cùng bàng hoàng khi nghe thấy Cagliuso nói vợ mình nắm lấy bàn chân của nó và ném ra ngoài cửa sổ. Con mèo nhảy dựng lên, rồi bỏ chạy, để lại chủ nhân tự lo liệu.
Phiên bản nổi tiếng nhất của câu chuyện này là phiên bản được Charles Perrault sưu tầm vào năm 1697 từ Contes de ma mère l'Oye (tạm dịch: Những câu chuyện của Mẹ Ngỗng) với tựa đề Le Maistre Chat ou le Chat botté.

## Cốt truyện
Câu chuyện bắt đầu với việc một bác thợ xay già qua đời và để lại gia tài là một cối xay gió, một con lừa và một con mèo cho ba người con trai. Người con trai cả giành lấy cối xay gió, người anh hai có được con lừa, còn phần của người em út  là con mèo. Nhưng, đó không phải một con mèo bình thường, nó biết nói - yêu cầu anh chàng út cho nó một đôi hia và đã được đáp ứng. Nhất quyết muốn cho chủ của mình được giàu sang, mèo đã dùng mưu bẫy được một con thỏ trong rừng rồi đem đến biếu nhà vua coi như một món quà đến từ chủ của mình, hầu tước xứ Carabas, một tước hiệu do mèo đặt ra. Ngày lại ngày, mèo đi săn và nuôi sống được chủ của mình.Bên cạnh đó, nó còn đem dâng nhà vua những con mồi săn được, lúc thì một cặp gà gô, khi thì một con thỏ đế béo tốt, cứ vậy trong vòng vài tháng.

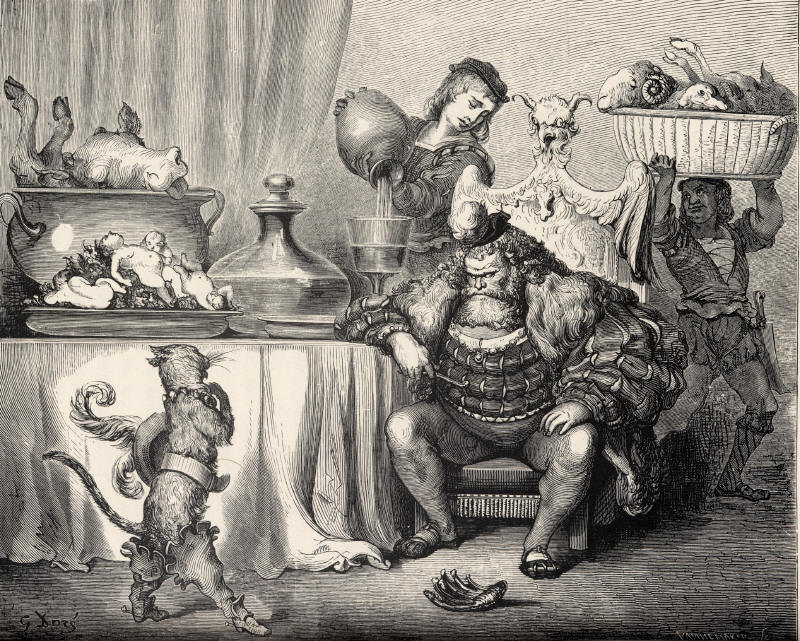
Minh họa của Gustave Doré cho Le Maître chat ou le Chat botté của Charles Perrault

Một hôm, khi thấy đã đến lúc, mèo đi hia thuyết phục chủ của mình đi ra bờ sông tắm khi biết nhà vua và công chúa sắp đi qua đây. Thực vậy, một lát sau xe của đức vua đến. Mèo nói với nhà vua rằng chủ nhân của mình, hầu tước xứ Carabas, bị trộm mất quần áo khi đang tắm,thực ra mèo đã giấu quần áo của chàng vào sau tảng đá. Nhà vua nghe vậy, truyền cho người hầu lấy một trong số những bộ quần áo của mình cho chàng mặc và đưa chàng ngồi chung xe. Khoác trên mình bộ áo của nhà vua, chàng út trông chẳng khác nào một nhà quý tộc khôi ngô và lập tức lọt vào mắt xanh của công chúa.
Con mèo đã chạy nhanh về phía trước theo con đường mà xe của nhà vua sắp đi qua. Trên đường, gặp bất cứ người nông dân nào đang gặt lúa hay đang chăn gia súc hoặc đốn củi, mèo đi hia đều yêu cầu người đó nói với nhà vua rằng mảnh đất này thuộc về "hầu tước xứ Carabas", nếu không,họ sẽ gặp họa sát thân. Tiếp đó, mèo chạy đến một tòa lâu đài lộng lẫy hơn cả cung điện nhà vua, là nơi ở của một phù thủy tàn ác có thể tự biến mình thành các sinh vật khác nhau. Theo lời sai bảo của mèo,phù thủy biến thành một con sư tử rồi cuối cùng biến thành một con chuột. Khi đó, mèo vồ lấy chuột rồi nhai ngấu nghiến. Khi nhà vua đến tòa lâu đài, ngài rất ấn tượng với sự giàu sang của hầu tước xứ Carabas và liền gả công chúa cho chàng. Sau đó, mèo đi hia sống cuộc đời hạnh phúc nhưng chỉ bắt chuột như một thú tiêu khiển.